# كأس المصيف
كأس المصيف أو دورة المصيف هي بطولة رسمية وهي البطولة الثالثة من حيث الأهمية في كرة القدم السعودية بعد دوري جلالة الملك وكأس ولي العهد ، كأس المصيف بدأت عام 1965 واستمرت نسختين ثم توقفت.
قد يخلط البعض بين هذه البطولة الرسمية وبطولات المصيف الودية والتنشيطية.
ايراد لفظ "المصيف" في اسم البطولة لا يعني انها ودية، فالمعيار هنا ليس الاسم بل الجهة المنظمة واللائحة ..
- الجهة المنظمة لدورة المصيف ١٣٨٥/٨٤ ه هي ذات الجهة المنظمة لكافة البطولات الرسمية في تلك الفترة وهي وزارة العمل والشؤون الاجتماعية.
بمعنى أن وزارة العمل والشؤون الاجتماعية هي التي تنظم كأس الملك وكأس ولي العهد ودورة المصيف وهي التي تصدر اللوائح وتنظم فترات التسجيل والانتقالات وكل ما يتطق بالمسابقات. 

## سجل الأبطال
| الموسم        | البطل   | نتيجة المباراة | الوصيف     |
| ------------- | ------- | -------------- | ---------- |
| 1964–65       | الاتحاد | 1–0            | الهلال     |
| 1965–66       | الأهلي  | 2–1            | الاتفاق    |
| نسخ غير رسمية |         |                |            |
| 1973–74       | الأهلي  | 0–0 (4–2)      | الوحدة     |
| 1981–82       | الأهلي  | 3–0            | الشباب     |
| 1985–86       | الاتفاق | 4–0            | منتخب عسير |
| 1986–87       | الاتحاد | 3–2            | الأهلي     |
| 1987–88       | الاتفاق |                |            |
| 1988–89       | الاتحاد | 4–1            | الشباب     |
| 1989–90       | الاتحاد | 2–1            | الوحدة     |
| 1992–93       | الاتحاد | 3–0            | عكاظ       |
| 1993–94       | الاتحاد | 1–0            | وج         |
| 1994–95       | الهلال  | 2–1            | الاتحاد    |
| 1995–96       | الهلال  | 0–0            | القادسية   |